# Танкинью
Танкинью (порт. Tanquinho)  —  муниципалитет в Бразилии, входит в штат Баия. Составная часть мезорегиона Северо-центральная часть штата Баия. Входит в экономико-статистический  микрорегион Фейра-ди-Сантана. Население составляет 5403 человека на 2006 год. Занимает площадь 215,5 км². Плотность населения — 25,8 чел./км².

## История
Город основан 14 августа 1958 года. 

## Статистика
- Валовой внутренний продукт на 2003 год составляет 12 286 737,00 реалов (данные: Бразильский институт географии и статистики).
- Валовой внутренний продукт на душу населения на 2003 год составляет 1935,53 реалов (данные: Бразильский институт географии и статистики).
- Индекс развития человеческого потенциала на 2000 год составляет 0,661 (данные: Программа развития ООН).

## География
Климат местности: полупустыня.